# Ryan Mmaee
Ryan Mmaee (Geraardsbergen, 1997. november 1. –) marokkói válogatott labdarúgó, a Rapid Wien csatára kölcsönben a Stoke City-től. 

## Pályafutása

### Klubcsapatokban

#### Standard Liége
Juniorként 2013-tól volt a csapat játékosa, 2015. május 21-én mutatkozott be a belga első osztályban, 13 bajnoki mérkőzésen 1 gólt lőtt. A 2015–16-os idényben Belga Kupát nyert.

#### Waasland-Beveren
2018-ban a Liége kölcsönadta a belga élvonalban szereplő Waasland-Beverennek. A bevereni klubban 18 bajnoki találkozón lépett pályára, ahol 1 gólt lőtt, valamint öt gólpasszt is adott társainak.

#### Aarhus GF
Kölcsönben szerepelt a dán első osztályú Aarhus GF csapatában. Kilenc bajnoki és három kupamérkőzésen játszott, a kupában háromszor volt eredményes.

#### AÉ Lemeszú
Két szezonjában 50 bajnoki és 8 kupamérkőzésen lépett pályára, összesen 25 gólt (19+6) szerzett.
A 2020–21-es idényben a kupában az elődöntőig jutottak, a bajnokságban pedig a harmadik helyen végeztek.

#### Ferencváros
2021 júliusától a magyar bajnok játékosa. A 2021–2022-es Bajnokok Ligája-selejtező első fordulójában, a koszovói Pristina elleni mérkőzéseken játszott, a 3–0-ra megnyert hazai találkozón csereként beállva gólt szerzett. A visszavágón a testvérével együtt a kezdőcsapatban kapott helyet. 2021. július 27-én a Žalgiris Vilnius ellen 3–1-re megnyert BL-selejtező visszavágó mérkőzésen 2 gólt lőtt. 2022. szeptember 4-én a Szusza Ferenc Stadionban az Újpest elleni bajnoki mérkőzésen 1 góllal vette ki a részét a történelmi 6–0-s Fradi győzelemből. Egy héttel később a Kisvárda FC elleni hazai mérkőzésen 2 gólt szerzett a 3–0-ra megnyert mérkőzésen. November 6-án Székesfehérvárott a Fehérvár ellen 2–2-re végződő bajnoki mérkőzésen is duplázott.
2021 és 2023 között összesen 73 mérkőzésen lépett pályára,  32 gólt szerzett, és 15 gólpasszt adott a társainak. Kétszer nyert bajnokságot, egyszer pedig Magyar Kupát.

#### Stoke City
2023 július végén az angol másodosztályú együtteshez hároméves szerződést írt alá. 2023. augusztus 29-én szerezte első gólját a csapatban egy Rotherham United ellen 6–1-re megnyert Ligakupa-mérkőzésen. A Championshipben október 21-én, a Sunderland elleni 2-1-es győzelem alkalmával volt először eredményes. 2024 februárjában Steven Schumacher vezetőedző fegyelmi problémák miatt az U21-es csapat keretéhez irányította. Márciusban visszatérhetett az első csapathoz, és újra az első kerettel edzett. Május elején egy sérülés miatt a szezonja idő előtt véget ért.

#### Rapid Wien
A 2024–2025-ös szezonra az osztrák Bundesligában szereplő Rapid Wienhez került kölcsönbe a több játéklehetőség érdekében.

### A válogatottban
A belga U16-os, U17-es, U19-es és U21-es válogatottban is pályára léphetett tétmérkőzéseken. Ezután a marokkói nemzeti csapatot képviselte. Először 2016. augusztus 31-én az Albánia elleni, 0–0-ra végződő barátságos mérkőzésen lépett pályára. 2021. november 12-én a Szudán elleni 3–0-ra megnyert mérkőzésen két góllal járult hozzá Marokkó ötödik győzelméhez a 2022-es világbajnokság afrikai selejtezőjének I-csoportjában. Négy nappal később a Guinea elleni hazai világbajnoki selejtező mérkőzésen ismét két gólt szerzett, a 3–0-ás végeredményhez egy gólpasszal is hozzájárult.

## Statisztika

### Klubcsapatokban
2023. május 20-án frissítve.
| Klub                        | Szezon         | Bajnokság                   | Bajnokság     | Bajnokság | Országos kupa | Országos kupa | Nemzetközi kupa | Nemzetközi kupa | Összesen      | Összesen |
| Klub                        | Szezon         | Bajnokság                   | Pályára lépés | Gól       | Pályára lépés | Gól           | Pályára lépés   | Gól             | Pályára lépés | Gól      |
| --------------------------- | -------------- | --------------------------- | ------------- | --------- | ------------- | ------------- | --------------- | --------------- | ------------- | -------- |
| Standard de Liège           | 2014–15        | Belga labdarúgó-bajnokság   | 1             | 0         | 0             | 0             | 0               | 0               | 1             | 0        |
| Standard de Liège           | 2015-16        | Belga labdarúgó-bajnokság   | 5             | 0         | 0             | 0             | 0               | 0               | 5             | 0        |
| Standard de Liège           | 2016-17        | Belga labdarúgó-bajnokság   | 7             | 1         | 0             | 0             | 0               | 0               | 7             | 1        |
| Standard de Liège           | Összesen       | Összesen                    | 13            | 1         | 0             | 0             | 0               | 0               | 13            | 1        |
| Waasland-Beveren kölcsönben | 2017–18        | Belga labdarúgó-bajnokság   | 18            | 1         | 2             | 0             | 0               | 0               | 20            | 1        |
| Waasland-Beveren kölcsönben | Összesen       | Összesen                    | 18            | 1         | 2             | 0             | 0               | 0               | 20            | 1        |
| Aarhus GF kölcsönben        | 2018–19        | Dán labdarúgó-bajnokság     | 9             | 0         | 3             | 3             | 0               | 0               | 12            | 3        |
| Aarhus GF kölcsönben        | Összesen       | Összesen                    | 9             | 0         | 3             | 3             | 0               | 0               | 12            | 3        |
| AÉ Lemeszú                  | 2019–20        | Ciprusi labdarúgó-bajnokság | 20            | 5         | 3             | 3             | 0               | 0               | 23            | 8        |
| AÉ Lemeszú                  | 2020–21        | Ciprusi labdarúgó-bajnokság | 30            | 14        | 5             | 3             | 0               | 0               | 35            | 17       |
| AÉ Lemeszú                  | Összesen       | Összesen                    | 50            | 19        | 8             | 6             | 0               | 0               | 58            | 25       |
| Ferencvárosi TC             | 2021–22        | Magyar labdarúgó-bajnokság  | 21            | 13        | 2             | 1             | 14              | 5               | 37            | 19       |
| Ferencvárosi TC             | 2022–23        | Magyar labdarúgó-bajnokság  | 24            | 12        | 2             | 1             | 10              | 0               | 36            | 13       |
| Ferencvárosi TC             | Összesen       | Összesen                    | 45            | 25        | 4             | 2             | 24              | 5               | 73            | 32       |
| Karrier összes              | Karrier összes | Karrier összes              | 135           | 46        | 17            | 11            | 24              | 5               | 176           | 62       |

### A válogatottban
| Marokkó  | Marokkó         | Marokkó | Marokkó |
| Év       | Pályára lépések | Gólok   |         |
| -------- | --------------- | ------- | ------- |
| 2016     | 1               | 0       |         |
| 2021     | 6               | 4       |         |
| 2022     | 5               | 0       |         |
| Összesen | 12              | 4       |         |

### Mérkőzései a marokkói válogatottban
megjegyzés Az eredmények a marokkói válogatott szemszögéből értendők.
| #   | Dátum                | Ellenfél      | Eredmény | Kiírás                 | Esemény     |
| --- | -------------------- | ------------- | -------- | ---------------------- | ----------- |
| 1.  | 2016. augusztus 31.  | Albánia       | 0 – 0    | barátságos mérkőzés    | 78'         |
| 2.  | 2021. szeptember 2.  | Szudán        | 2 – 0    | Világbajnoki selejtező | 70'         |
| 3.  | 2021. október 6.     | Bissau-Guinea | 5 – 0    | Világbajnoki selejtező | 82'         |
| 4.  | 2021. október 9.     | Bissau-Guinea | 3 – 0    | Világbajnoki selejtező | 60'         |
| 5.  | 2021. október 12.    | Guinea        | 4 – 1    | Világbajnoki selejtező | 86'         |
| 6.  | 2021. november 12.   | Szudán        | 3 – 0    | Világbajnoki selejtező | 3' 61' 70'  |
| 7.  | 2021. november 16.   | Guinea        | 3 – 0    | Világbajnoki selejtező | 21' 29' 79' |
| 8.  | 2022. január 25.     | Malawi        | 2 – 1    | ANK                    | 53'         |
| 9.  | 2022. január 30.     | Egyiptom      | 1 – 2    | ANK                    | 86'         |
| 10. | 2022. március 25.    | Kongói DK     | 1 – 1    | Világbajnoki selejtező | 71'         |
| 11. | 2022. március 29.    | Kongói DK     | 4 – 1    | Világbajnoki selejtező | 81'         |
| 12. | 2022. szeptember 27. | Paraguay      | 0 – 0    | barátságos mérkőzés    | 64'         |

## Családja
Az apja kameruni, az édesanyja marokkói. Van egy idősebb testvére, Samy Mmaee, aki szintén a Ferencváros játékosa. A másik bátyja, Jacky Mmaee Luxemburgban játszik, öccse, Camil Mmaee pedig a Standard U21-es csapatában.

## Sikerei, díjai
Standard de Liège
- Belga kupa (1): 2016

 Ferencvárosi TC
- Magyar bajnok (2): 2021–22,[18] 2022–23[19]
- Magyar kupagyőztes (1): 2022[20]
- Az idény legszebb gólja (RangAdó Gála, 2022. május 17.)[21]